# J. Michael Straczynski
Joseph Michael Straczynski, noto anche come J. M. Straczynski (Paterson, 17 luglio 1954), è un fumettista, sceneggiatore e scrittore statunitense.
Straczynski è divenuto famoso per essere l'autore della serie televisiva Babylon 5 e per aver scritto quasi trecento albi a fumetti tra i quali diversi numeri delle serie I Fantastici Quattro, Uomo Ragno (Amazing Spiderman 471-545)  Supreme Power, Silver Surfer e Thor. Ha lavorato anche per serie animate molto note come He-Man e i dominatori dell'universo e The Real Ghostbusters e ha avuto ruolo di sceneggiatore principale sulla versione degli anni ottanta di Ai confini della realtà. Inoltre ha lavorato alla produzione di 5 film cinematografici quali Changeling, Thor, Ninja Assassin, Underworld: Awakening e World War Z. Le sue opere gli hanno valso diversi premi tra cui Eisner Award, premio Hugo (due volte), Inkpot Award, Ray Bradbury Award, Saturn Award, Emmy Award (due per Babylon 5) e Icon Award al San Diego Comic-Con del 2013.
Ha scritto anche Bullet Points (2007), The Twelve, Dream Police e Book of the Last Soul pubblicati con l'etichetta Icon Comics della Marvel Comics. Sempre Marvel è il suo lavoro, insieme a John Romita Jr., sull'albo Spider-Man 11 settembre 2001, dove affronta il tema degli attentati dell'11 settembre 2001 insieme agli eroi della "Casa delle idee".
All'inizio del 2008 ha deciso di non rinnovare l'esclusiva con la Marvel, che però non abbandona completamente, e firma un contratto con la DC Comics, che gli affida la serie antologica The Brave and the Bold. e ha scritto uno story arc per la testata Superman/Batman.
È inoltre al lavoro su due serie per la Image Comics, di cui egli stesso ha comunicato i titoli alla Emerald City Comicon: The Grand e Final Justice.
È l'autore della sceneggiatura di Changeling, di Clint Eastwood, in concorso al festival di Cannes 2008,  e della sceneggiatura tratta dal libro World War Z. Si è occupato anche della sceneggiatura del film Thor, diretto da Kenneth Branagh.

## Filmografia

### Sceneggiatore

#### Cinema
- Changeling, regia di Clint Eastwood (2008)
- Ninja Assassin, regia di James McTeigue (2009)
- Thor, regia di Kenneth Branagh (2011)
- Underworld - Il risveglio (Underworld: Awakening), regia di Måns Mårlind e Björn Stein (2012)
- World War Z, regia di Marc Forster (2013)

#### Televisione
- He-Man e i dominatori dell'universo (He-Man and the Masters of the Universe) - serie TV d'animazione, 9 episodi (1984-1985)
- She-Ra, la principessa del potere (She-Ra: Princess of Power) - serie TV d'animazione, 9 episodi (1985)
- Jayce il cavaliere dello spazio (Jayce and the Wheeled Warriors) - serie TV d'animazione, 13 episodi (1985)
- The Real Ghostbusters - serie TV, 21 episodi (1986-1990)
- Ai confini della realtà (The Twilight Zone) - serie TV, 12 episodi (1986-1989)
- Capitan Dick (Spiral Zone) - serie TV d'animazione, episodio 1x04, con lo pseudonimo Fettes Gray (1987)
- CBS Storybreak - serie TV, 1 episodio (1987)
- Capitan Power (Captain Power and the Soldiers of the Future) - serie TV, 14 episodi (1987-1988)
- Nightmare Classics - serie TV, episodio 1x03 (1989)
- Due come noi (Jake and the Fatman) - serie TV, 4 episodi (1990)
- Captain Power: The Beginning - film TV, regia di Otta Hanus e Jorge Montesi (1991)
- La signora in giallo (Murder, She Wrote) - serie TV, 7 episodi (1991-1993)
- Walker Texas Ranger (Walker, Texas Ranger) - serie TV, episodio 1x04 (1993)
- Babylon 5: La riunione (Babylon 5: The Gathering) - film TV, regia di Richard Compton (1993)
- Babylon 5 - serie TV, 90 episodi (1994-1998)
- Babylon 5 - In principio (Babylon 5: In the Beginning) - film TV, regia di Michael Vejar (1998)
- Babylon 5 - Terzo spazio (Babylon 5: Thirdspace) - film TV, regia di Jesús Salvador Treviño (1998)
- Babylon 5 - Il fiume di anime (Babylon 5: The River of Souls) - film TV, regia di Janet Greek (1998)
- Babylon 5 - Chiamata alle armi (Babylon 5: A Call to Arms) - film TV, regia di Michael Vejar (1999)
- Crusade - serie TV, 10 episodi (1999)
- La signora in giallo - Appuntamento con la morte - film TV, regia di Anthony Pullen Shaw (2000)
- Babylon 5 - La leggenda dei ranger (The Legend of the Rangers) - film TV, regia di Michael Vejar (2002)
- Jeremiah (serie televisiva) - serie TV, 22 episodi (2002-2004)
- Sense8 - serie TV, 23 episodi (2015-2017)

## Opere parziali

### Romanzi
- La notte del demonio (Demon Night, 1988); traduzione di Vittorio Curtoni, Pandora 514, Sperling & Kupfer, 1990; Club degli Editori, 1991
- Sul filo del terrore (Otherside, 1990); traduzione di Maria Barbara Piccioli, Pandora 611, Sperling & Kupfer, 1992; Superbestseller 688, Sperling Paperback, 1998